# Lijst van voetbalinterlands België - Tsjecho-Slowakije
Deze lijst van voetbalinterlands is een overzicht van alle officiële voetbalwedstrijden tussen de nationale teams van België en Tsjecho-Slowakije. De landen hebben tien keer tegen elkaar gespeeld. De eerste ontmoeting werd gespeeld in Antwerpen op 2 september 1920, tijdens de Olympische Spelen. Het laatste duel, een kwalificatiewedstrijd voor het Wereldkampioenschap voetbal 1994, vond plaats op 17 november 1993 in Brussel. Dit was ook de laatste interland van Tsjecho-Slowakije, hierna gingen beide landen onder hun eigen vlag verder.

## Wedstrijden
| №  | Plaats     | Datum             | Competitie           | Wedstrijd                  | Uitslag |
| -- | ---------- | ----------------- | -------------------- | -------------------------- | ------- |
| 1  | Antwerpen  | 2 september 1920  | OS 1920              | België − Tsjecho-Slowakije | 2 − 0   |
| 2  | Luik       | 2 januari 1927    | Vriendschappelijk    | België − Tsjecho-Slowakije | 2 − 3   |
| 3  | Praag      | 26 mei 1927       | Vriendschappelijk    | Tsjecho-Slowakije − België | 4 − 0   |
| 4  | Antwerpen  | 21 september 1930 | Vriendschappelijk    | België − Tsjecho-Slowakije | 2 − 3   |
| 5  | Brussel    | 5 juni 1955       | Vriendschappelijk    | België − Tsjecho-Slowakije | 1 − 3   |
| 6  | Praag      | 25 september 1955 | Vriendschappelijk    | Tsjecho-Slowakije − België | 5 − 2   |
| 7  | Bratislava | 16 november 1988  | WK 1990 kwalificatie | Tsjecho-Slowakije − België | 0 − 0   |
| 8  | Brussel    | 23 april 1989     | WK 1990 kwalificatie | België − Tsjecho-Slowakije | 2 − 1   |
| 9  | Praag      | 2 september 1992  | WK 1994 kwalificatie | Tsjecho-Slowakije − België | 1 − 2   |
| 10 | Brussel    | 17 november 1993  | WK 1994 kwalificatie | België − Tsjecho-Slowakije | 0 − 0   |

## Samenvatting
| Competitie        | Totaal gespeeld | Winst België | Gelijk | Winst Tsjecho-Slowakije | Doelsaldo België – Tsjecho-Slowakije |
| ----------------- | --------------- | ------------ | ------ | ----------------------- | ------------------------------------ |
| WK-kwalificatie   | 4               | 2            | 2      | 0                       | 4 − 2                                |
| Vriendschappelijk | 6               | 1            | 0      | 5                       | 9 − 18                               |
| Totaal            | 10              | 3            | 2      | 5                       | 13 − 20                              |

Wedstrijden bepaald door strafschoppen worden, in lijn met de FIFA, als een gelijkspel gerekend.

## Details

### Negende ontmoeting
| WK 1994 kwalificatie (Praag, Tsjecho-Slowakije, 2 september 1992):                                                                                            |              | |
| Tsjecho-Slowakije | 1 – 2        | België |
| Miroslav Kadlec 75' | goals        | 44' Alexandre Czerniatynski 82' Alexandre Czerniatynski |
| Milan Máčala | bondscoach   | Paul Van Himst |
| Jan Stejskal Lumír Mistr Miloš Glonek Karel Kula 77' Miroslav Kadlec Václav Němeček Jiří Němec Jozef Chovanec Luboš Kubík 66' Tomáš Skuhravý Ľubomír Moravčík | opstellingen | Michel Preud'homme Dirk Medved Georges Grün Philippe Albert Rudi Smidts Marc Emmers Franky Van der Elst 88' Lorenzo Staelens 66' Marc Degryse Enzo Scifo Alexandre Czerniatynski |
| Pavel Hapal 66' Peter Dubovský 77' | wissels      | 66' Marc Wilmots 88' Frank Dauwen |
| Karel Kula 55' Ľubomír Moravčík 88' Tomáš Skuhravý 89' | gele kaarten | 47' Rudi Smidts 90+1' Philippe Albert |
| - Debuut van Lumír Mistr voor Tsjecho-Slowakije. - Debuut van Rudi Smidts voor België.                                                                        |              | |